# أرماندو روميرو
أرماندو روميرو (بالإنجليزية: Armando Romero)‏ (10 فبراير 1983 بمقاطعة أرلنغتون في الولايات المتحدة - ) هو لاعب كرة قدم أمريكي في مركز الوسط. لعب مع تشارلستون بيتري.

## وصلات خارجية
- أرماندو روميرو على موقع أرشيف الشارخ.
- أرماندو روميرو على موقع قاعدة بيانات كرة القدم.إي يو (الإنجليزية)